# Braziliaanse klauwiercotinga
De Braziliaanse klauwiercotinga (Laniisoma elegans) is een Zuid-Amerikaanse vogel die lijkt op zowel een continga als op een klauwier. Enige verwantschap met de continga's is er wel, maar niet met de klauwieren.

## Verspreiding en leefgebied
Het is een vogel van tropisch regenwoud die voorkomt in het oostelijk deel van Brazilië. 

## Status
De grootte van de populatie is niet gekwantificeerd maar aangenomen wordt dat de soort in een redelijk snel tempo achteruitgaat door houtkap en andere vormen van habitatvernietiging. Op de Rode lijst van de IUCN heeft deze soort de status daarom de status gevoelig.